# Marko Đorđević
Marko Đorđević (22 de mayo de 1983 en Kruševac) es un futbolista serbio que juega como defensor en el Auckland City de la ASB Premiership neozelandesa.
Comenzó su carrera en Serbia y posteriormente tuvo pasos por varios clubes de Kazajistán y Vanuatu, y hasta un corto regreso a su país natal, para terminar recalando en el Auckland City de Nueva Zelanda, con el que ganó varios títulos y logró la tercera colocación en la Copa Mundial de Clubes de la FIFA 2014.

## Carrera
Debutó en 2001 jugando para el Napredak Kruševac, club de su ciudad natal. Tras permanecer varios en la institución, incluido un año a préstamo en el 14. Oktobarc entre 2001 y 2002, y jugar 146 partidos, pasó al Jagodina en 2009. Al no contar con demasiados minutos dentro del campo de juego, a principios de 2011 dejó Serbia para continuar su carrera en Kazajistán, firmando primero para el Kairat Almaty y luego, en 2012, con el Okzhetpes Kokshetau. En 2013 fue convencido de viajar a Vanuatu junto con su compatriota Nikola Vasilic para incorporarse al Amicale, club con el que ganó el torneo de primera división en la temporada 2013-14, además de llegar a la final de la Liga de Campeones de la OFC, en la que su club perdió por un global de 3-2. Đorđević había convertido un tanto ante el Nadi fiyiano en la fase de grupos. Tras un corto regreso a su país natal jugando para el Radnički, en 2014 firmó con el Auckland City neozelandés. Ya en su primera temporada logró conquistar con el club tanto la ASB Premiership como la Liga de Campeones de la OFC, donde marcó el único gol en la semifinal contra el Gaïtcha de Nueva Caledonia. A su vez, también fue parte del plantel que participó en la Copa Mundial de Clubes de la FIFA 2014. Allí, fue titular en las victorias de los Navy Blues sobre el Mogreb Tetuán marroquí y el Sétif argelino y en la derrota ante San Lorenzo de Argentina. El único partido en el que no estuvo presente fue ante el Cruz Azul mexicano. En el torneo, el Auckland terminó en tercer lugar por primera vez en, hasta ese entonces, seis participaciones.

### Clubes
| Club                         | País          | Año             |
| ---------------------------- | ------------- | --------------- |
| FK Napredak Kruševac         | Serbia        | 2001 - 2009     |
| FK 14. Oktobarc (a préstamo) | Serbia        | 2001 - 2002     |
| FK Jagodina                  | Serbia        | 2009 - 2010     |
| FC Kairat Almaty             | Kazajistán    | 2011 - 2012     |
| FC Okzhetpes Kokshetau       | Kazajistán    | 2012 - 2013     |
| Amicale Football Club        | Vanuatu       | 2013 - 2014     |
| FK Radnički Kragujevac       | Serbia        | 2014            |
| Auckland City Football Club  | Nueva Zelanda | 2014 - Presente |

## Palmarés
| Título            | Club          | País          | Año     |
| ----------------- | ------------- | ------------- | ------- |
| Premia Divisen    | Amicale       | Vanuatu       | 2013-14 |
| ASB Premiership   | Auckland City | Nueva Zelanda | 2014-15 |
| Liga de Campeones | Auckland City | Nueva Zelanda | 2015    |
| Charity Cup       | Auckland City | Nueva Zelanda | 2015    |
| Liga de Campeones | Auckland City | Nueva Zelanda | 2016    |
| Charity Cup       | Auckland City | Nueva Zelanda | 2016    |
| Liga de Campeones | Auckland City | Nueva Zelanda | 2017    |
| Premiership       | Auckland City | Nueva Zelanda | 2017-18 |